# Amos (Québec)
Amos ist eine Stadt im Süden der kanadischen Provinz Québec. Die Stadt liegt am Fluss Harricana in der regionalen Grafschaftsgemeinde (municipalité régionale de comté) Abitibi. Sie wurde 1910 gegründet, nachdem im Gebiet von  Abitibi-Témiscamingue Bodenschätze entdeckt worden waren.
Durch die Stadt führen die Fernstraßen Route 109 (Québec) und Route 111 (Québec) sowie die Quebec Route 395.
1938 wurde das römisch-katholische Bistum Amos errichtet, dessen Hauptkirche die Kathedrale Sainte-Thérèse-d’Avila ist.

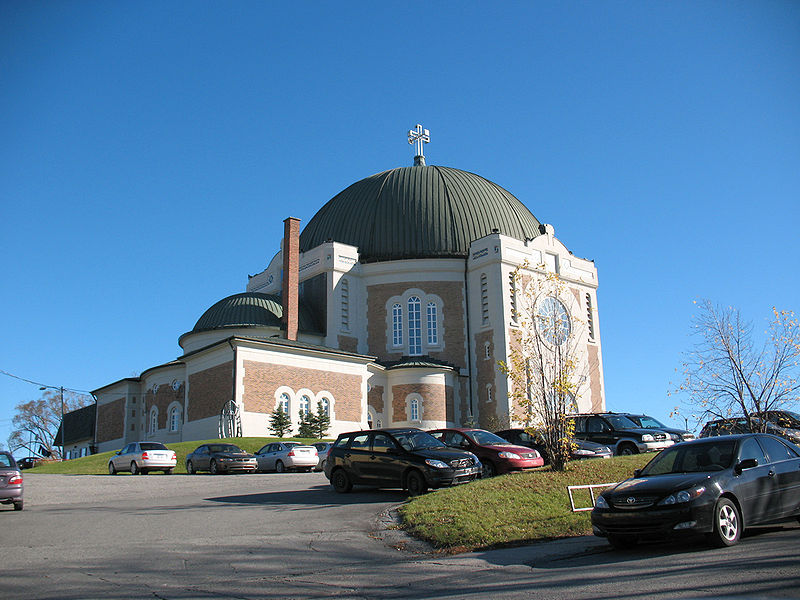
Amos, Kathedrale Sainte-Thérèse-d’Avila

## In Amos geboren
- Roger Ébacher (* 1936), römisch-katholischer Geistlicher und emeritierter Erzbischof von Gatineau
- François Sills (* 1964), ehemaliger deutsch-kanadischer Eishockeyspieler
- Guillaume Lefebvre (* 1981), kanadischer Eishockeyspieler
- Kevin Lacombe (* 1985), ehemaliger kanadischer Radrennfahrer
- Nicolas Roy (* 1997), kanadischer Eishockeyspieler